# 倪應眷
倪應眷（1567年—?），字申之，号吉旋，直隸安慶府桐城縣人，軍籍，明朝政治人物。

## 生平
登萬曆十九年（1591年）辛卯科應天鄉試举人，萬曆三十五年（1607年）丁未进士，授福建上杭縣知縣，升福建道監察御史。万历四十七年三月，为长芦巡盐御史。熹宗时晋太仆寺少卿。以忤魏忠贤，削籍为民。崇祯初，起任南京太仆寺卿。未几乞归，年八十卒于乡里。

## 家族
曾祖倪鈫。祖父倪文汲。父倪梦梅。母孫氏。慈侍下。弟應春、應泰、應奏、應蓁。

## 引用
1. ↑  《万历三十五年丁未科进士履历便览》：倪应眷，吉旋，易四房，丁卯五月二十二日生，桐城人，辛卯乡四十七名，会一百四十三名，三甲八十六名，通政司政，丁未六月授上杭知县，甲寅考选，丁忧，己未起付建道御史，长芦巡盐，辛酉督理辽饷，壬戌顺天巡按，癸卯升太仆寺少卿，乙丑为民。戊辰起南太仆少卿，己巳升南太常寺卿，庚午致仕。曾祖；祖文汲；父梦梅。
2. ↑  天启五年十二月，陝西道御史何可及疏參廣西巡撫董元儒、太僕寺少卿倪應春。得旨：董元儒陰陽反覆，變詐姦淫，被祝耀祖紏參，恃周嘉謨庇護；倪應春才能濟惡，力足文奸，與左光斗呼吸相通，惟趙南星指使是聽，都著削籍為民，仍追奪誥命。